# Viladordis
Viladordis és un poble, i administrativament una entitat de població i barriada a l'est del nucli urbà de Manresa, vorejant la dreta del riu Llobregat.
L'origen del veïnat es troba en dues viles rurals, de probable ascendència romana: la vila Major i la vila d'Ordis, documentades l'any 983. La paraula Viladordis prové del mot llatí Villa Ordeorum, per ésser terreny adobat per al cultiu de l'ordi, o sigui Vila d'Ordis. Un document de l'any 1065 conservat a la catedral de Barcelona esmenta la villa ordei in comitatu minorise.
En un document sobre establiment de terres de l'any 1410, diu: ab el camí qui va de dita església al Mas Marcet i ab honor del castell de Viladordis; i a l'arxiu de la seu de Manresa, es troba un llibre que diu ab cementiri i ab honors de dit castell. Per tant, sembla que la vila estava fortificada amb un castell.
És una zona bàsicament agrícola, composta per un petit nucli de tres carrers i multitud de cases disseminades al voltant de la seva parròquia de Santa Maria de Viladordis, popularment coneguda com a Mare de Déu de la Salut, ja documentada al segle x. A més de la Mare de Déu, en aquesta església s'hi venera a sant Ignasi de Loiola, qui va visitar-la diverses vegades en la seva estada a Manresa.
A la vora hi ha l'alzinar del bosc de les Marcetes, on s'han trobat restes arqueològiques del Neolític i recentment ha estat recuperat com un indret de lleure. La masia de les Marcetes, conserva el record de freqüents visites de sant Ignasi.